# Oleksandr Porkhoun
Oleksandr Volodymyrovich Porkhoun (en ukrainien : Олекса́ндр Володи́мирович Порхун), né le 21 janvier 1987 à Kiev, est un homme politique et militaire ukrainien.

## Carrière
Il est né le 21 janvier 1987 à Kiev. Il a servi lors de la guerre du Donbass, en particulier lors de la bataille de l'aéroport de Donetsk. Il est retraité de l'armée depuis 2017.
Il est ministre des Anciens combattants du gouvernement Chmyhal à partir du 9 février 2024,en septembre 2024 il est remplacé par Natalia Kalmykova.
Le major Porkhoun est nommé Héros de l'Ukraine le 23 mars 2015.